# Kuzynka (film)
Kuzynka (wł. La cugina) – włoski film z 1974 w reżyserii Aldo Lado. Komediodramat z muzyką Ennio Morricone zrealizowany na motywach powieści z 1965 pod tym samym tytułem, której autorem był Ercole Patti.

## Obsada
- Massimo Ranieri jako Enzo
- Dayle Haddon jako Agata
- Christian De Sica jako Ninì Scuderi
- Stefania Casini jako Lisa Scuderi
- Loredana Martinez jako Giovannella
- Stefano Oppedisano jako Ugo
- Francesca Romana Coluzzi jako żona zastępcy
- José Quaglio jako Fragalà (głos: Arturo Dominici)
- Laura Betti jako Rosalia Scuderi
- Conchita Airoldi jako pokojówka
- Luigi Casellato jako Peppino
- Cinzia Romanazzi jako Carmela
- Lisa Seagram jako morderczyni